# Dryophylax
Dryophylax — рід змій родини полозових (Colubridae). Представники цього роду мешкають в Південній Америці. Раніше їх відносили до роду Thamnodynastes, однак за результатами філогенетичного дослідження 2022 року вони були переведені до відновленого роду Dryophylax.

## Види
Рід Dryophylax нараховує 15 видів:
- Dryophylax almae Franco & Ferreira, 2003
- Dryophylax ceibae Bailey & Thomas, 2007
- Dryophylax chaquensis Bergna & Álvarez, 1993
- Dryophylax chimanta Roze, 1958
- Dryophylax corocoroensis Gorzula & Ayarzagüena, 1996
- Dryophylax dixoni Bailey & Thomas, 2007
- Dryophylax duida Myers & Donnelly, 1996
- Dryophylax gambotensis Pérez-Santos & Moreno, 1989
- Dryophylax hypoconia (Cope, 1860)
- Dryophylax marahuaquensis Gorzula & Ayarzagüena, 1996
- Dryophylax nattereri (Mikan, 1820)
- Dryophylax paraguanae Bailey & Thomas, 2007
- Dryophylax phoenix Franco, Trevine, Montingelli, & Zaher, 2017
- Dryophylax ramonriveroi Manzanilla & Sánchez, 2005
- Dryophylax yavi Myers & Donnelly, 1996

## Етимологія
Наукова назва роду Dryophylax походить від сполучення слів дав.-гр. δρυς — дерево, особливо дуб і φυλαξ — наглядач, сторож.